# Ethan Munck
Ethan Theodore Munck (* 22. Oktober 2003 in Los Angeles, Kalifornien) ist ein US-amerikanischer Schauspieler. Er spielte Guppy Gibson in iCarly. Außerdem absolvierte er mehrere Gastauftritte in weiteren Nickelodeon-Sendungen. Sein älterer Bruder ist der Schauspieler Noah Munck.

## Filmografie
- 2010, 2012: iCarly (Nebenrolle in Staffel 4, Gastauftritt in Staffel 5)
- 2010: Fanboy & Chum Chum (Stimme)
- 2010: Die Pinguine aus Madagascar (The Penguins of Madagascar) (Stimme)
- 2013: New Girl (Episode 3x06)
- 2015: Fresh Off the Boat (Episode 1x03)
- 2022: iCarly (Fernsehserie, Folge 2x02)